# Tayler Wiles
Tayler Wiles (Murray, Utah, 20 de juliol de 1989) fou una ciclista estatunidenca professional des del 2012 fins al 2023. Del seu palmarès destaca el Chrono Gatineau i el Tour de l'Ardecha.

## Palmarès
- 2010
  - Vencedora d'una etapa al Mount Hood Cycling Classic
- 2011
  -  Campiona dels Estats Units sub-23 en contrarellotge
- 2014
  - 1a al Redlands Bicycle Classic
  - 1a al Chrono Gatineau
- 2015
  - 1a al Tour de l'Ardecha i vencedora d'una etapa
  - 1a a la Volta a Nova Zelanda i vencedora d'una etapa
  - Vencedora d'una etapa al USA Pro Challenge
- 2017
  - 1a al Tour de Gila
  - Vencedora d'una etapa a la Volta a Turíngia
- 2019
  - Vencedora d'una etapa a l'Emakumeen Euskal Bira